# Беленски мост
Бèленският мост е сводов мост, разположен над река Янтра на 1 км от град Бяла (Област Русе), чието име мостът носи. Той е построен от българския майстор Никола Фичев (Колю Фичето), затова е известен още като Мостът на Колю Фичето. Смята се за постижение на българското възрожденско инженерно-строително и архитектурно изкуство. 
Мостът е построен по заповед на Мидхат паша. Той се допитва до полския инженер Людмил Рола, който е на служба при него, за колко време и срещу каква сума може да построи моста. Отговорът на Рола е: за 3 000 000 гроша и 4 години.  Френски инженери предлагат да построят моста за 2 милиона гроша. Самоукият български майстор Колю Фичето заявява: „Паша ефенди, ако моста на Бяла не построя по теркя си за 700 000 гроша, вземи ми главата!“. Залагайки честта и живота си, той спазва обещанието си и построява моста от дялан камък от варовик и хоросан за 2 години с труда и активното участие на местното население. Работата по него започва през 1865 г. и завършва през 1867 г. За Колю Фичето Феликс Каниц казва: „И тоя скромен човек в потури и абичка не знае, че с Беленския си мост е построил най-голямата хидравлическа постройка на Балканския полуостров извън Цариград.“ 
Беленският мост пресича река Янтра. Той се намира на 1 км от град Бяла в Област Русе, на пътя между Плевен и Русе.
Мостът на Колю Фичето при Бяла е една от най-забележителните му творби и истински шедьовър на възрожденската българска архитектура. Той е направен от издялан камък от местен варовик и варов хоросан. Построен е с помощта на ковачи от Габрово, каменари и дърводелци от Трявна и Дряново, и доброволци от Бяла. Мостът е дълъг 276 m и е широк 9 m. Поддържат го 13 опори с водорези и облекчаващи ниши, както и два брегови устоя. Има 14 свода с отвор 12 m. В средата му се издига мраморна плоча с надпис на арабски език. Майсторът подхожда с изключително новаторство за времето си, като украсява носещите стълбове и сводовете със символни скулптури и релефни изображения на животни. Сред тях се различават тези на: лъв, нимфа, грифон, лебед. Преди това подобни елементи са поставяни само върху фасади на сгради. Мостът е не само здрав и надежден, той е истинско произведение на изкуството. 
През 1897 г. по време на проучвателни разкопки в конструкцията идва наводнение и унищожава осем свода в средната част на моста (около 130 м). През 1922–23 г. мостът е реконструиран със стоманобетонни опори и сводове, но първоначалният облик е променен. 
Мостът е запазен като паметник на строителното изкуство. Използва се само като пешеходен. Южно от него е построен съвременен мост.